# Berthold I. (Zähringen)

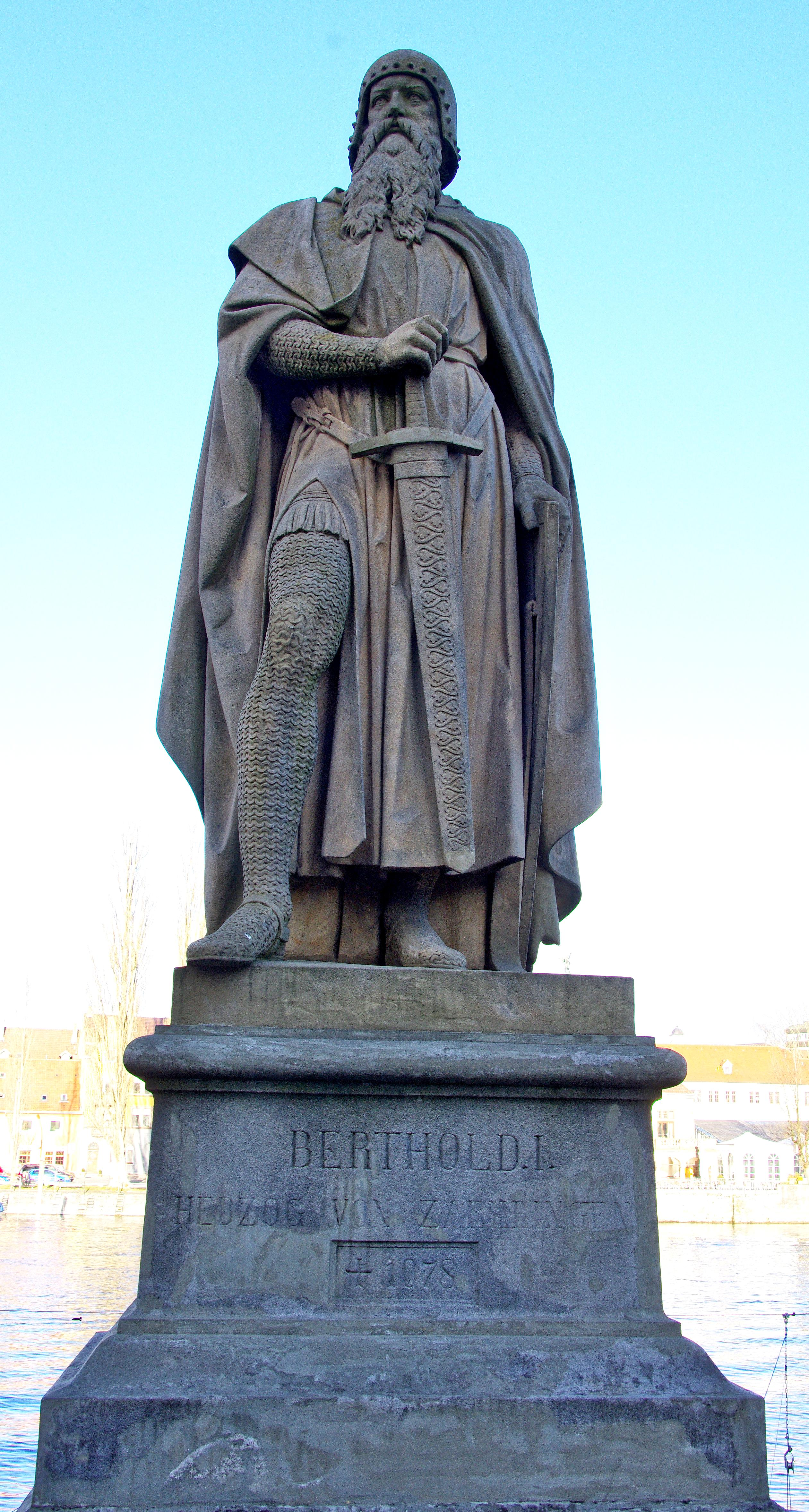
Berthold I., Standbild von Hans Baur, ursprünglich für die Rheinbrücke Konstanz gefertigt

Berthold I. von Zähringen (* um 1000; † 6. November 1078 in Weilheim an der Teck), genannt der Bärtige, war Herzog von Kärnten von 1061 bis 1077 und Markgraf von Verona.

## Leben

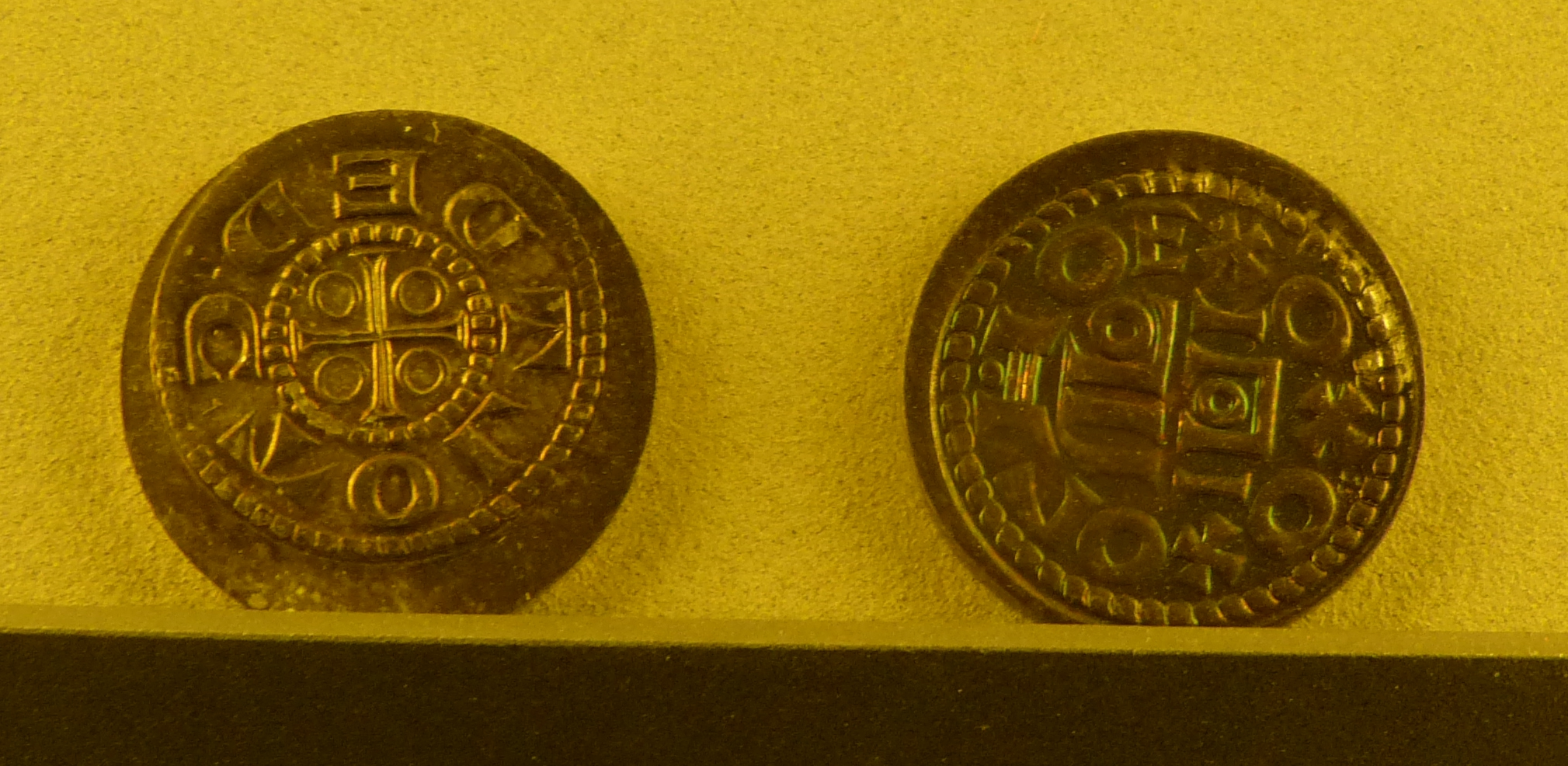
Denare Bertholds I. im Franziskanermuseum Villingen

Berthold war ein Nachkomme des Grafen Bezelin von Villingen und  mütterlicherseits wahrscheinlich mit den Staufern verwandt.  Als Graf gleich mehrerer Herrschaftsgebiete wie der Ortenau, dem Thurgau, dem Breisgau und auf der Baar war er einer der Einflussreichsten im Herzogtum Schwaben. Kaiser Heinrich III. versprach seinem Parteigänger Berthold denn auch die dortige Herzogswürde.
Heinrichs Witwe Agnes von Poitou gab Schwaben 1057 zwar Rudolf von Rheinfelden zu Lehen, versprach Berthold aber, ihn mit dem nächsten freiwerdenden Herzogtum zu belehnen. Bertholds Verzicht auf seinen Anspruch wurde schließlich mit dem Titel eines Herzogs von Kärnten und dem eines Markgrafen von Verona belohnt. Dadurch steigen die Zähringer in den Hochadel auf. Als Landfremder hatte Berthold jedoch wie sein Vorgänger Konrad III. Schwierigkeiten, die Rechte aus seinen Titeln in Kärnten und Verona wirklich durchzusetzen. Selten hielt sich Berthold in seinem Herzogtum auf, die tatsächliche Macht, vor allem in den südlichen Kärntner Landesteilen, wurde von Markwart IV. von Eppenstein in einer Art „Gegen-Herzogtum“ ausgeübt. Für die Jahre 1072/73 berichtet Lampert von Hersfeld gar von einer Absetzung Bertholds, dies ist aber umstritten.
Im Laufe des Investiturstreits ergriff Berthold wie seine südlichen Mitherzöge aus Schwaben und Bayern, Rudolf von Rheinfelden und Welf IV. Partei gegen König Heinrich IV. Er unterstützte die Wahl Rudolfs zum Gegenkönig und wurde daher auf dem Reichstag in Ulm 1077 als Herzog abgesetzt und geächtet. Zum neuen Herzog von Kärnten wurde Markwarts Sohn Luitpold von Eppenstein ernannt.
Berthold zog sich auf seinen schwäbischen Eigenbesitz zurück, der nach seiner Ächtung aber den ständigen Angriffen königlicher Truppen ausgesetzt war. Berthold starb am 6. November 1078 auf seiner Limburg bei Weilheim an der Teck und wurde im Kloster Hirsau beigesetzt, wo er den Bau der Klosterkirche maßgeblich unterstützt hatte.

## Nachkommen

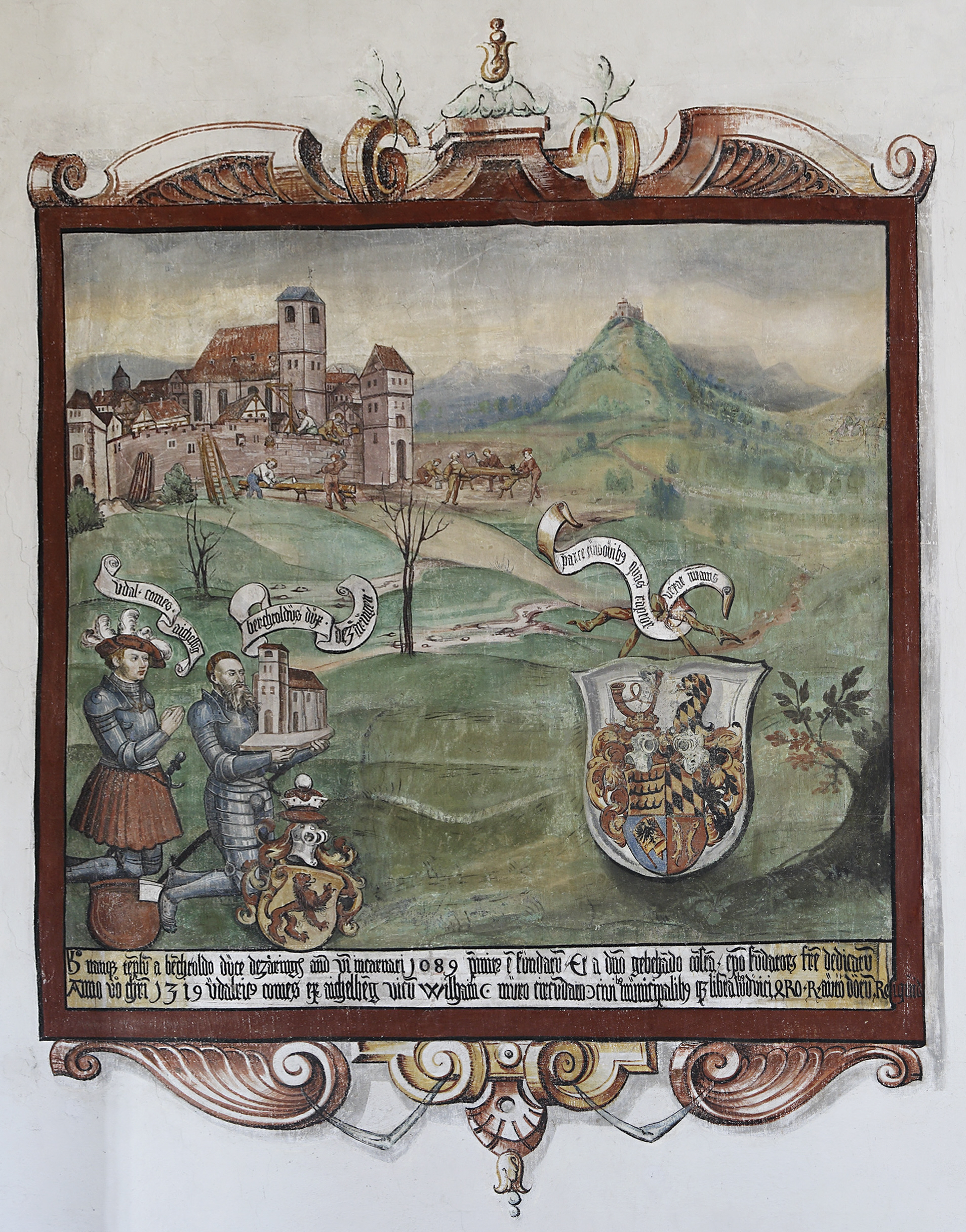
Berthold I. auf einem Stifterbild des Klosters St. Peter auf dem Schwarzwald (um 1520)

Berthold war in erster Ehe mit Richwara verheiratet, Tochter von Herzog Konrad II. von Kärnten. Die beiden hatten fünf bekannte Kinder:
- Hermann I., Begründer der Linie der Markgrafen von Baden
- Luitgard  * um 1047, ⚭ Diepold II. im Thurgau, Markgraf im Nordgau *1033, † 7. August 1078
- Richinza von Spitzenberg, 1. ⚭ H. von Frickingen, 2. ⚭ Ludwig von Sigmaringen
- Berthold II., Herzog von Schwaben, später von Zähringen
- Gebhard III., Bischof von Konstanz

Seine erste Tochter Liutgard († 9. August um 1119) war verheiratet mit dem Markgrafen Diepold II. von Vohburg und Ernst I. von Grögling. Seine zweite Tochter Richinza war in erster Ehe mit einem (Rudolf) von Frickingen und in zweiter Ehe mit Ludwig von Sigmaringen verheiratet. Sie erbte die Burg Spitzenberg sowie das dazugehörende Gebiet und begründete damit die Linie Sigmaringen-Spitzenberg-Helfenstein.
In zweiter Ehe war Berthold I. verheiratet mit Beatrix, einer Tochter von Ludwig von Mousson, Graf von Mömpelgard. Aus dieser zweiten Ehe gibt es ein bekanntes Kind:
- Mathilda von Thurgau/Turigowe (von Zähringen) ⚭ Berchtoldo von Steinegge genannt „von Witilinchoven“ * 15. Oktober 1032.